# 曹志杰
曹志杰（1983年1月7日—），中国足球运动员，司职中场，现在珠三角职业足球超级联赛球队江门千色花队踢五人制足球。

## 职业生涯
曹志杰的职业足球生涯开始于广州香雪。在2003年-2005年曾经代表由广州二队组成的日之泉参加香港甲组足球联赛。回到一队后他主要担任替补球员，在2006年之后逐渐淡出广州医药队阵容。2009年7月2日，由于多名球员受伤，曹志杰在广州医药客场挑战青岛中能的比赛中意外得到出场机会，这是他三年来第一次代表球队出场，也是他职业生涯唯一一次在顶级联赛中亮相。
2009赛季结束后，曹志杰被广州队挂牌。12月19日，他和队友黄志毅加盟五人制足球联赛—珠三角职业足球超级联赛球队江门千色花队。